# Hagyárosbörönd
Hagyárosbörönd is een plaats (község) en gemeente in het Hongaarse comitaat Zala. Hagyárosbörönd telt 302 inwoners (2001).